# San Jerónimo de Juárez
San Jerónimo de Juárez är en kommunhuvudort i Mexiko.   Den ligger i kommunen Benito Juárez och delstaten Guerrero, i den södra delen av landet, 290 km sydväst om huvudstaden Mexico City. San Jerónimo de Juárez ligger 27 meter över havet och antalet invånare är 7 326.
Terrängen runt San Jerónimo de Juárez är huvudsakligen platt, men åt nordväst är den kuperad. Terrängen runt San Jerónimo de Juárez sluttar söderut.  Närmaste större samhälle är Atoyac de Álvarez, 8,5 km nordost om San Jerónimo de Juárez.